# Ziyed Chennoufi
Ziyed Chennoufi, né le 29 novembre 1988 à Hagen en Allemagne, est un basketteur tunisien. Il évolue au poste d'ailier.

## Carrière
Formé au club allemand de Phoenix Hagen (de), il évolue au poste d'ailier ou d'ailier fort.
Durant la coupe d'Afrique des clubs champions 2012, il prend la sixième place du classement avec l'Étoile sportive du Sahel.
En décembre 2013, il participe avec l'Étoile sportive du Sahel à la coupe d'Afrique des clubs champions 2013 à Sousse. Il prend la deuxième place avec son équipe après avoir perdu la finale contre l'Primeiro de Agosto (69-80).
Entre le 26 novembre et le 3 décembre 2014, il participe avec le Club africain au tournoi international d'Abou Dabi et prend la troisième place après avoir perdu en demi-finale (60-75) contre les Libanais du Club Sagesse et remporté le match pour la troisième place (80-76) contre le Riyadi Club Beyrouth. Durant la coupe d'Afrique des clubs champions organisée la même année à Tunis, il prend la troisième place avec le Club africain après avoir perdu en demi-finale (63-84) contre le Recreativo Desportivo Libolo et remporté le match pour la troisième place (79-74) contre le Sporting Club d'Alexandrie.
Au tournoi éliminatoire de la zone 1 de l'Afrique pour la coupe d'Afrique des clubs champions 2016, il prend la première place avec trois victoires sans défaite. Durant la compétition, il prend la cinquième place avec le Club africain ; il est le joueur avec la sixième meilleur pourcentage de panier à trois points (42,1 %) du tournoi.
Il a disputé le tournoi qualificatif pour les Jeux olympiques d'été de 2016 et la coupe du monde 2019 avec l'équipe de Tunisie. Remportant le championnat d'Afrique 2017 contre le Nigeria (77-65), il en est le meilleur marqueur tunisien de la finale avec 19 points. En septembre 2021, il remporte le championnat d'Afrique 2021 avec l'équipe de Tunisie en finale contre la Côte d'Ivoire (78-75) au Rwanda.
En décembre 2017, il participe avec l'Étoile sportive de Radès (ESR) à la coupe d'Afrique des clubs champions 2017 à Radès. Il prend la deuxième place avec son équipe après avoir perdu la finale contre l'Association sportive de Salé (69-77).
En janvier 2018, il remporte le tournoi international de Dubaï avec l'ESR après avoir battu le Club sportif La Sagesse (78-77) en demi-finale et le Homenetmen Beyrouth en finale (75-73).
Durant le tournoi Houssem-Eddine-Hariri au Liban, en octobre 2018, il perd la finale avec le même club contre le Riyadi Club Beyrouth (78-80).
Il participe également avec l'ESR à la première édition de l'Afro Ligue 2019 (ancien nom de la coupe d'Afrique des clubs champions) et prend la première place du tournoi éliminatoire et de sa poule durant la première phase finale. En quarts de finale, ils sont éliminés par la Jeunesse sportive kairouanaise après avoir perdu leurs deux matchs (68-67 à l'aller à Kairouan et 73-74 au retour à Radès).
Le 12 décembre 2020, il remporte la coupe de la Fédération avec son équipe après avoir battu le Stade nabeulien en finale (69-68 a. p.) à la salle de Bir Challouf à Nabeul.
En avril 2021, il perd la finale du championnat de Tunisie de la saison 2020-2021 contre l'Union sportive monastirienne en deux matchs (86-79 à Monastir et 75-77 à Ezzahra).
Entre le 29 septembre et le 9 octobre 2021, il participe avec Ezzahra Sports à la coupe arabe des clubs champions et prend la troisième place après avoir perdu en demi-finale (80-83) contre Al Kuwait SC (en) et remporté le match pour la troisième place (78-73) contre l'Ittihad Alexandrie. Il est le meilleur buteur du quart de finale contre le FUS de Rabat (82-80) avec 34 points.
Le 16 février 2022, il perd la finale du championnat arabe des nations contre le Liban (69-72) aux Émirats arabes unis.
Durant la saison 2021-2022, il perd la finale du championnat de Tunisie contre l'Union sportive monastirienne en quatre matchs (75-71/71-67 à Monastir et 74-72/63-79 à Ezzahra).
Le 21 juin 2022, il signe avec l'Union sportive monastirienne.
Le 11 septembre 2023, il retourne au Club africain.

## Clubs
- 2006-2008 : Phoenix Hagen (de) (Allemagne)
- 2008-2010 : EnBW Ludwigsburg (Allemagne)
- 2008-2011 : Kirchheim Knights (de) (Allemagne)
- 2011-2014 : Étoile sportive du Sahel (Tunisie)
- 2014-2017 : Club africain (Tunisie)
- 2017-2020 : Étoile sportive de Radès (Tunisie)
- 2020-2022 : Ezzahra Sports (Tunisie)
- 2022-2023 : Union sportive monastirienne (Tunisie)
- depuis 2023 : Club africain (Tunisie)

## Palmarès

### Clubs
- Champion de Tunisie : 2012, 2013, 2015, 2016, 2018, 2023, 2025
- Coupe de Tunisie : 2012, 2013, 2015, 2018, 2019, 2023, 2024
- Super Coupe de Tunisie : 2014, 2023
- Coupe de la Fédération : 2020
- Médaille d'argent à la coupe d’Afrique des clubs champions 2013 ( Tunisie)
- Médaille d'argent à la coupe d’Afrique des clubs champions 2017 ( Tunisie)
- Médaille de bronze à la coupe d’Afrique des clubs champions 2014 ( Tunisie)
- Médaille de bronze à la coupe arabe des clubs champions 2021 ( Égypte)

### Sélection nationale

#### Championnat d'Afrique
- Médaille d'or au championnat d'Afrique 2021 ( Rwanda)
- Médaille d'or au championnat d'Afrique 2017 ( Tunisie)

#### Championnat arabe des nations
- Médaille d'argent à la championnat arabe des nations 2022 ( Émirats arabes unis)
- Médaille de bronze au championnat arabe des nations 2023 ( Égypte)

#### Jeux méditerranéens
- Médaille de bronze aux Jeux méditerranéens de 2013 ( Turquie)

### Distinctions personnelles
- Meilleur ailier du championnat de Tunisie lors des saisons 2016-2017 et 2017-2018
- Meilleur joueur de la finale de la coupe de Tunisie 2017-2018
- Meilleur tripointeur de la coupe du roi de Jordanie des nations 2021 (King's Cup)
- Meilleur scoreur de la coupe arabe des clubs champions 2021[14]
- Meilleur tripointeur du tournoi international de Dubaï 2025